# Степановский сельский совет (Семёновский район)
Степановский сельский совет (укр. Степанівська сільська рада) — входит в состав Семёновского района Полтавской области Украины.
Административный центр сельского совета находится в с. Степановка.

## Населённые пункты совета
- с. Степановка
- с. Буромка